# (5325) Silver
(5325) Silver est un astéroïde de la ceinture principale.

## Description
(5325) Silver est un astéroïde de la ceinture principale. Il fut découvert le 12 mai 1988 à l'Observatoire Palomar par Carolyn S. Shoemaker. Il présente une orbite caractérisée par un demi-grand axe de 2,36 UA, une excentricité de 0,22 et une inclinaison de 23,5° par rapport à l'écliptique.

## Compléments